# Jimbo Kern
Jimbo Kern, soms gespeld als Jimbo Kearn, is een vaak terugkerend personage uit de animatieserie South Park. In de serie wordt hij meermalen gemeld dat hij de oom is van Stan Marsh, er is echter nooit wat vermeld over een relatie tussen Jimbo en Stans ouders. Zijn stem wordt ingesproken door Matt Stone.

## Jagen
In veel afleveringen waarin Jimbo voorkomt gaat hij op jacht, altijd vergezeld door zijn vriend Ned Gerblansky. Omdat je volgens de wet niet zomaar dieren dood mag schieten, gebruiken ze een vorm van zelfverdediging. Bij een confrontatie met een dier gebruiken ze de slogan It's coming right for us! (Het komt recht op ons af!) Meestal schieten Jimbo en Ned de dieren niet neer, maar blazen ze het gewoon op met explosieven en raketten, of verbranden ze ze gewoon met een vlammenwerper.
In de aflevering The Mexican Staring Frog of Southern Sri Lanka werd bekendgemaakt op Jimbo's televisieprogramma "Hunting and Killing" dat jagers hun catchphrase niet meer mochten gebruiken. Dus daarom begonnen ze te zeggen We need to kill them to thin out their numbers ("We moeten ze vermoorden om de hoeveelheid te verminderen"). Ze geloven dat ze goed doen door te voorkomen dat er overpopulatie ontstaat. Jimbo zegt letterlijk: If we don't hunt, these animals will grow to big in number and they won't have enough food. So you see, we have to kill animals or else they'll die. ("Als wij niet jagen zal de populatie van deze dieren zo groeien dat er te weinig voedsel voor ze zal zijn. We moeten dus dieren doden anders sterven ze").

## Vietnam
Jimbo is een oorlogsveteraan uit de Vietnamoorlog, waarin hij diende als helikopterpiloot. Dit was ook waar hij zijn vriend Ned tegenkwam. In de oorlog verloor Ned op onfortuinlijke wijze zijn arm, doordat een eigen handgranaat in zijn hand ontplofte. In één aflevering beschreven Jimbo en Ned Vietnam aan Stan, Kyle Broflovski, Eric Cartman and Kenny McCormick als een land met veel pretparken voor Amerikaanse soldaten. Bovendien vertelden ze dat ze getweeën de volledige Vietcong hebben uitgeschakeld. Basisschooldocent Mr. Garrison vond dat de kinderen het verhaal hadden verzonnen en dat het een hel was in Vietnam. Hij liet ze nakomen toen Stan zei: How do you know, you weren't even there! ("Hoe kunt u dat nou weten, u bent nooit in Vietnam geweest!") Later had Jimbo een gesprek met een cameraman die ook in Vietnam was. Ze praatten over de achtbanen en de cameraman zei dat een van zijn vrienden nog in leven zou zijn geweest als hij van de wildwaterbaan afgegaan was. We kunnen hieruit afleiden dat Jimbo de waarheid sprak over de pretparken.

## Huntin' and Killin'
Huntin' and Killin'  is Jimbo en Neds televisieprogramma op South Park Public Access waarin beelden worden vertoond van hun jachtpartijen. Het programma is voor het eerst te zien in aflevering 206, The Mexican Staring Frog of Southern Sri Lanka, waarin ze zijn verwikkeld in een oorlog om de kijkcijfers tegen een ander Public Access-programma, Jesus and Pals.
Het programma trok ongeveer vijfentwintig kijkers, waarmee ze hun concurrent met ongeveer twee kijkers verschil versloegen. Sinds deze aflevering is er niets meer van het programma vernomen. Wel is het te horen op Cartman's TV in aflevering 313, Hooked on Monkey Phonics.

## Afleveringen waarin Jimbo een prominente rol heeft
- Weight Gain 4000 - Jimbo verkoopt een geweer aan Mr. Garrison (Deze afleveringen betekende het 'debuut' van Jimbo in de serie).
- Volcano - Hij neemt de kinderen mee om te gaan kamperen in de bergen.
- Big Gay Al's Big Gay Boat Ride - Hij overtuigt iedereen ervan dat het South Park team het American Footballtoernooi wint omdat Stan Quarterback is. Jimbo en Ned proberen de mascotte van de tegenstanders op te blazen en zo de uitslag in het voordeel van South Park uit te laten vallen.
- Cartman's Mom is a Dirty Slut/Cartman's Mom is Still a Dirty Slut - Hij is mogelijk de vader van Cartman in beide afleveringen. (met Ned, eveneens als potentiële vader)
- The Mexican Staring Frog of Southern Sri Lanka - Hij vertelt Stan een verzonnen verhaal over de oorlog in Vietnam en presenteert zijn eigen televisieprogramma (grote rol Ned).
- Summer Sucks - Jimbo en Ned proberen illegaal vuurwerk uit Mexico mee te nemen omdat vuurwerk niet meer verkrijgbaar is in de Verenigde Staten.
- Cow Days - Hij probeert uit te binden wie de grote koeienbel heeft gestolen tijdens de South Park Cow Days".
- Jackovasaurus - Hij helpt de Jackovasaurus. (met Ned)
- Tweek vs. Craig - Hij leert Tweek hoe je moet boksen.
- The Red Badge of Gayness - Hij leidt samen met Cartman de legers van de Zuidelijke Staten tijdens het naspelen van een veldslag uit de Amerikaanse Burgeroorlog.
- Chef Goes Nanners - Hij probeert de vlag van South Park te houden zoals het is (Chef wil deze vlag veranderen in verband met racistische boodschap). (met Ned bij Ku-Klux-Klan)
- It Hits the Fan - Er wordt gesuggereerd dat Jimbo homoseksueel dan wel biseksueel is doordat hij niet gecensureerd wordt als hij het woord "fag" gebruikt.
- Scott Tenorman Must Die - Hij leert Cartman jaagtechnieken. (met Ned)
- Here Comes the Neighborhood - Hij probeert de nieuwe buurtbewoners het leven zuur te maken.
- I'm a Little Bit Country - Doet mee aan een pro-war rally (betoging vóór de oorlog in Irak)
- Goobacks - Hij weigert deel te nemen aan de 'gay pile'
- The Return of Chef - Hij laat Chef in zijn huis blijven.
- Smug Alert! - Een van de kopers van een hybride auto.
- Miss Teacher Bangs a Boy - Hij aanbidt de peuterjuf. (met Ned)
- Night of the Living Homeless - Hij zit tijdens de invasie van zwervers ingesloten op het dak van het 'Communtity Center' (buurthuis) samen met o.a. Randy Marsh.

## Noties
- In de aflevering It Hits the Fan wordt gesuggereerd dat Jimbo homoseksueel is. Ook wordt in de aflevering South Park is Gay! door Mr. Garrison een opmerking gemaakt richting Jimbo omtrent zijn kledingkeuze. "Those shoes say you take it in the butt!". Later, in de aflevering Goobacks weigert Jimbo deel te nemen aan de 'gay pile', wat zou kunnen impliceren dat hij zijn geaardheid probeert te ontkennen. Jimbo zou ook biseksueel kunnen zijn, afgaande op het feit dat hij in de aflevering "Scott Tenorman Must Die" zich aangetrokken voelt door de buste van Mrs. Tenorman. Al met al kunnen we niets met zekerheid stellen over zijn seksuele geaardheid. Het lijkt erop alsof hij nooit getrouwd is geweest, en zijn enige compagnon is Ned. Voor de aflevering It Hits the Fan, in de aflevering uit het eerste seizoen Big Gay Al's Big Gay Boat Ride, hield Stan een speech waarin hij betoogde dat homoseksueel zijn niks mis mee is na zijn ontmoeting met Big Gay Al. Veel van de toeschouwers bleken het niet met hem eens te zien, inclusief de hem uitscheldende Jimbo.
- Jimbo is vaak te zien in het bezit van een geweer. Dit geweer toont gelijkenissen met een M16 met telescoopvizier.
- In South Park: Bigger, Longer & Uncut en in The Red Badge of Gayness zien we dat Jimbo een voorstander is van het gebruik van guerrilla tactieken.
- Er zijn twee personages genaamd Jimbo en Kearney in The Simpsons, een animatieserie die South Park vele malen geparodieerd en bespot heeft.
- Ook al is het nog nooit verteld wat voor relatie Jimbo heeft met Stan zijn ouders, in de aflevering My Future Self n' Me zegt 'Future Stan' dat de meisjesnaam van zijn moeder 'Kimble' is, wat laat zien dat Jimbo in elk geval niet dezelfde naam heeft als een van de ouders van Stan.